# Holborn (métro de Londres)
Holborn est une station de la Central line et de la Piccadilly line du métro de Londres en zone 1. Elle est située dans le quartier Holborn dans le Borough londonien de Camden.

## Situation sur le réseau

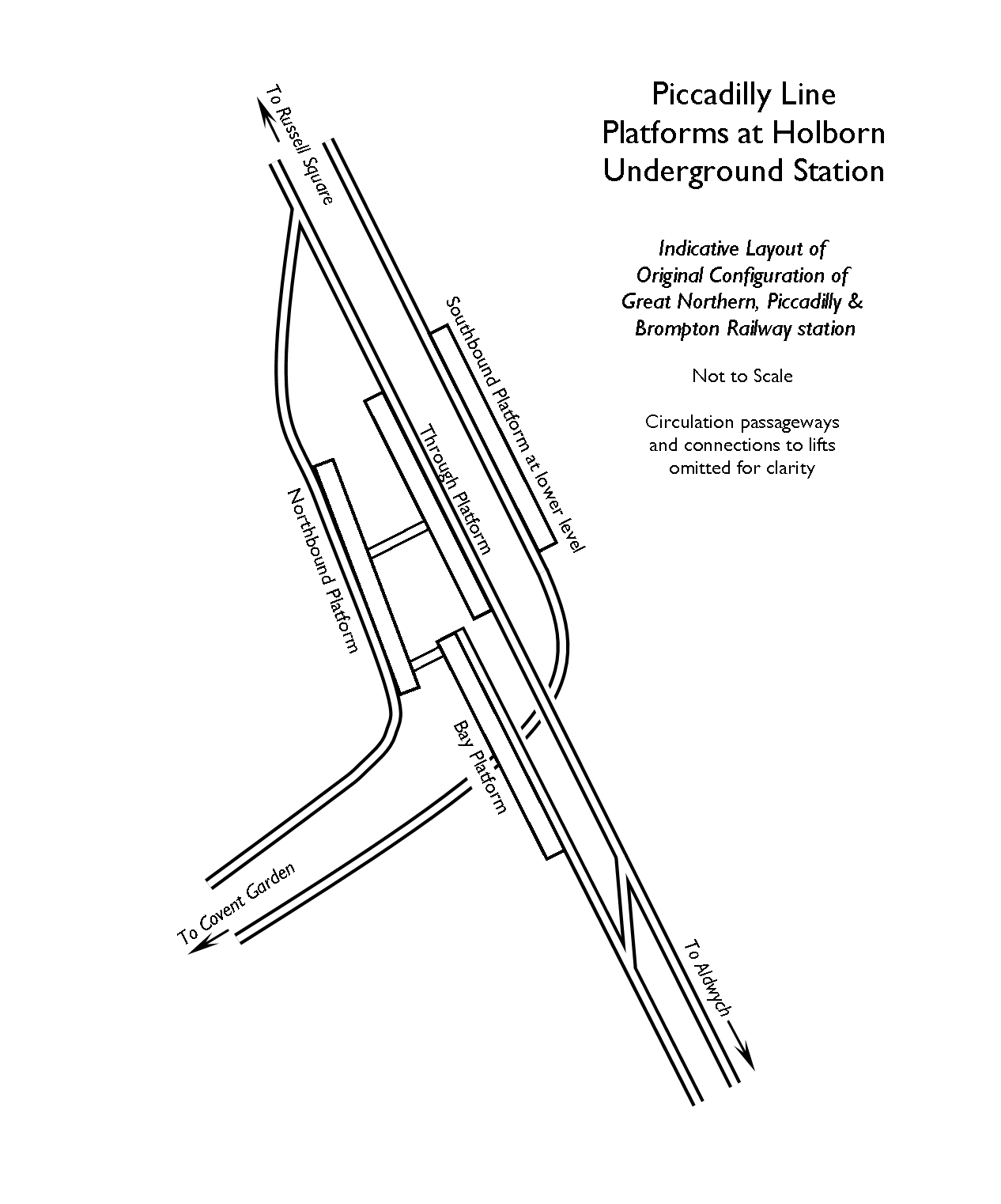
Plan de la station.

## Histoire

### Planification
La station a été planifiée par le Great Northern and Strand Railway (GN&SR), qui avait reçu l'approbation du Parlement pour un itinéraire de la gare de Wood Green (aujourd'hui Alexandra Palace) à Strand en 1899. Après le rachat de la GN&SR par le Brompton and Piccadilly Circus Railway (B&PCR) en septembre 1901, les deux sociétés passèrent sous le contrôle de la Metropolitan District Electric Traction Company de Charles Yerkes avant d'être transférées à sa nouvelle société holding, l'Underground Electric Railways Company of London (UERL) en juin 1902. Pour relier les itinéraires prévus des deux compagnies, l'UERL a obtenu l'autorisation de nouveaux tunnels entre Piccadilly Circus et Holborn. Les compagnies ont été officiellement fusionnées sous le nom de Great Northern, Piccadilly and Brompton Railway à la suite de l'approbation parlementaire en novembre 1902,.

### Construction
La liaison des routes GN&SR et B&PCR à Holborn signifiait que la section du GN&SR au sud de Holborn est devenue une branche de la route principale. L'UERL a commencé à construire la route principale en juillet 1902. Les progrès ont été rapides, de sorte qu'elle était en grande partie achevée à l'automne 1906. La construction de la branche a été retardée pendant que le Conseil du Comté de Londres procédait à l'assainissement des bidonvilles pour construire sa nouvelle route Kingsway et le passage souterrain de tramway passant en dessous et pendant que l'UERL décidait comment la jonction entre la route principale et l'embranchement seraient aménagés à Holborn.
Lorsqu'elle était initialement prévue par le GN&SR, la station Holborn ne devait avoir que deux quais. Le premier plan GNP&BR de la station aurait vu les deux quais partagés par les trains sur l'axe principal et par les navettes sur l'embranchement avec les jonctions entre les tunnels au sud de la station. L'interférence que les trains-navettes auraient causée aux services sur l'itinéraire principal a conduit à une refonte de sorte que deux plates-formes en direction du nord ont été fournies, une pour la ligne principale et une pour la ligne secondaire, avec un seul quai en direction du sud. Les jonctions entre les deux tunnels en direction nord auraient été 75 Unité « metre » inconnue du modèle {{Conversion}}. ( pi) au nord des quais. Lorsque les pouvoirs ont été demandés pour construire la jonction en 1905, la disposition a de nouveau été modifiée de sorte que quatre quais devaient être fournies. Le tunnel sud de la route principale n'était plus relié à l'embranchement, qui devait être doté d'un quai supplémentaire dans un tunnel sans issue accessible depuis un croisement depuis le tunnel de l'embranchement nord. Tel que construit, pour faciliter l'accès des passagers, le tunnel en direction nord de la succursale se terminait par une quai sans issue adjacente au quai de la ligne principale en direction nord avec le tunnel en direction sud de la branche relié au tunnel de la ligne principale en direction nord. Pour permettre au tunnel sud de la voie principale d'éviter les tunnels secondaires, il a été construit à un niveau inférieur aux autres tunnels et quais. Le tunnel vers Covent Garden (à ce point vers le sud-ouest) passe sous les tunnels secondaires.
Comme pour la plupart des autres stations GNP&BR, le bâtiment de la station a été conçu par Leslie Green, bien qu'à Holborn la façade de la station ait été, de manière unique, construite en pierre plutôt qu'en terre cuite rouge vitrée standard. Cela était dû aux règlements d'urbanisme imposés par le Conseil du Comté de Londres qui exigeaient l'utilisation de la pierre pour les façades de Kingsway. Les sections d'entrée et de sortie de la station de la façade de la rue ont été construites en granit avec les autres parties du rez-de-chaussée et du premier étage dans le même style, mais en utilisant la pierre de Portland. Le reste du bâtiment au-dessus du niveau du premier étage a été construit en même temps que la station. L'accès aux niveaux des quais de la station était assuré par des ascenseurs électriques en forme de trapèze fabriqués par Otis en Amérique. Ceux-ci fonctionnaient par paires dans des puits circulaires partagés' avec un escalier de secours dans un puits séparé et plus petit.
Bien que la station ait été construite là où les tunnels du GNP&BR croisaient ceux du Central London Railway (CLR, maintenant la ligne Central) passant sous High Holborn, aucun échange entre les deux lignes n'a été effectué car la station la plus proche du CLR, British Museum, était 250 mètres (820,209975 pi) à l'ouest. Les passagers souhaitant effectuer une correspondance entre les deux stations devaient le faire au niveau de la rue.
La station a ouvert le 15 décembre 1906, bien que l'ouverture de la branche ait été retardée jusqu'au 30 novembre 1907.

## Services aux voyageurs

### Desserte

Installations et desserte
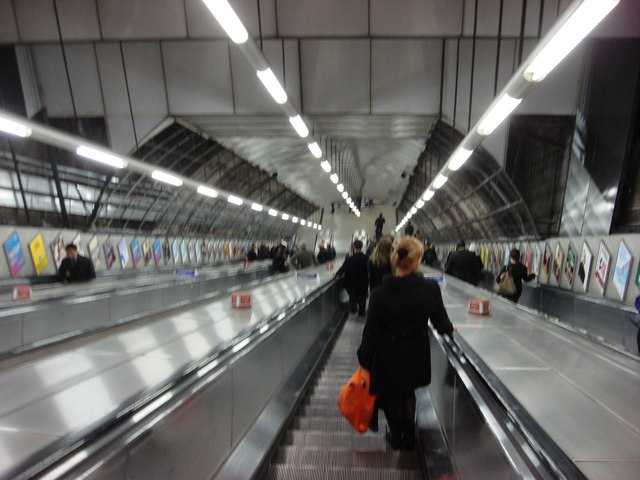
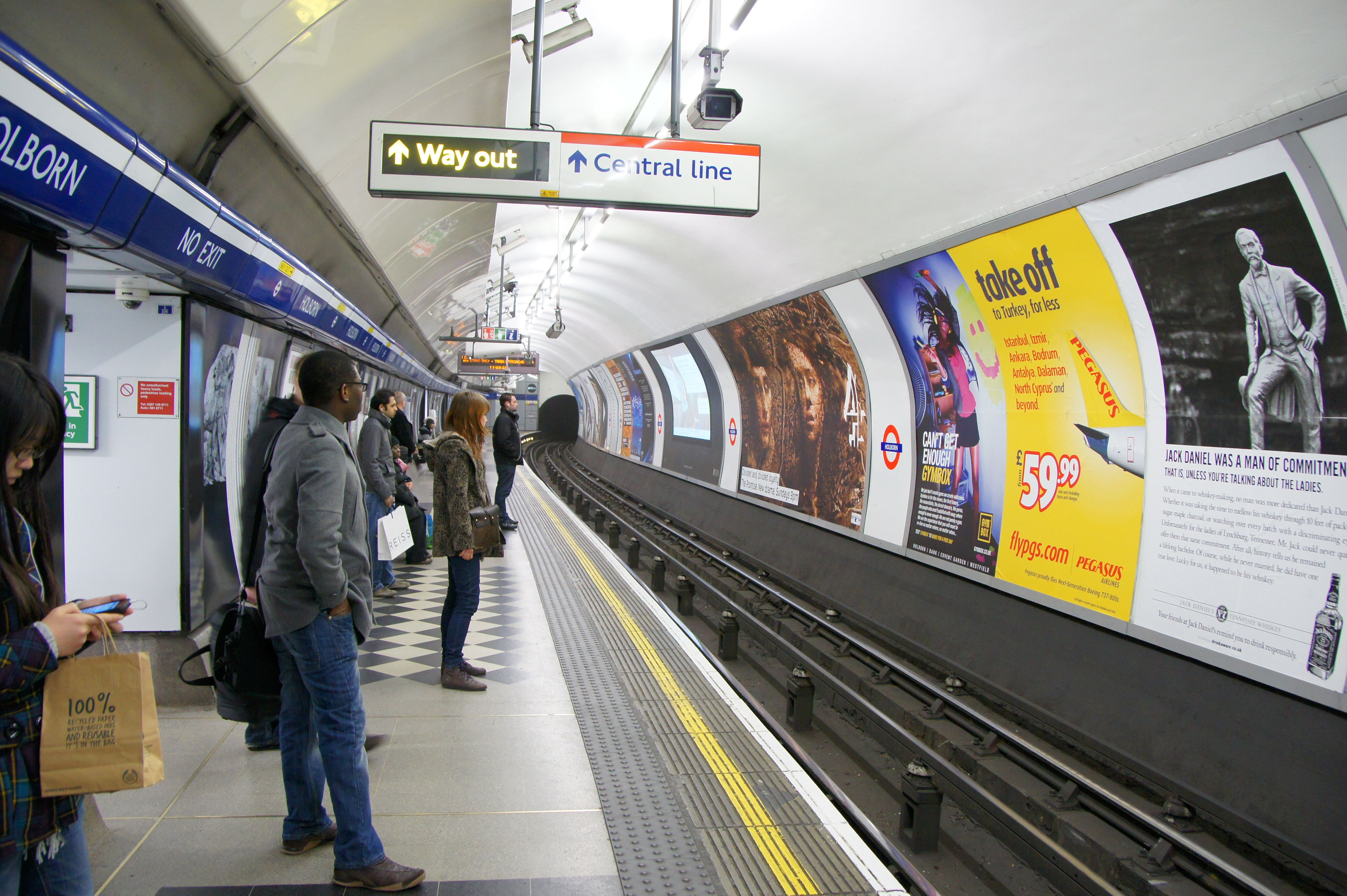
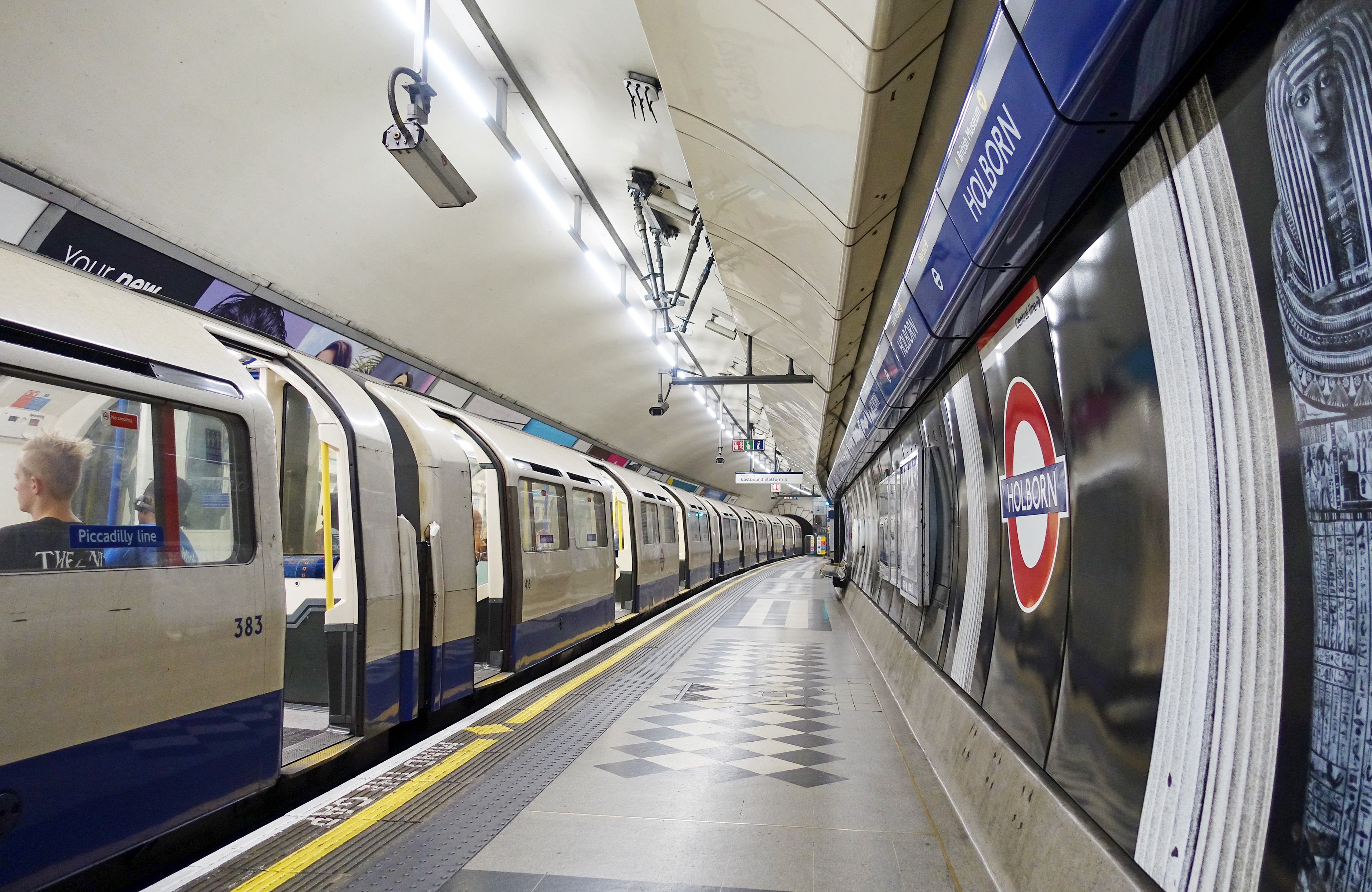

### Intermodalité
Les lignes des bus de Londres 1, 59, 68, 91, 168, 188, 243, 521 et X68 et les lignes de nuit N1, N25, N68, N91 et N171 desservent la station.

## À proximité
- British Museum
- Quartier Holborn
- Lincoln's Inn Fields